# كفة المهبلية

الكفة المهبلية هي الجزء العلوي من المهبل الذي ينفتح إلى داخل الصفاق (الغشاء المصلي الشفاف) ويتم خياطته مغلقة بعد إزالة عنق الرحم والرحم خلال استئصال الرحم.  يتم إنشاء الكفة المهبلية عن طريق خياطة حواف الموقع الجراحي حيث كان عنق الرحم متعلقًا بالمهبل. يتم تحقيق ذلك عن طريق جلب حواف المهبل معا وخياطتها معا وإلى الأربطة الرحمية لمنع الهبوط.
مخيط الصفاق هو غشاء أيضا في الكفة المهبلية الذي تم إنشاؤه حديثا. قد يكون هناك ميزة لاستخدام طريقة واحدة للإغلاق على أخرى. الكفة المهبلية لديها الميل إلى الفرز أو الانفتاح جزئياً أو كلياً. هناك اختلاط إضافي يمكن أن يرافق إفراز الكفة المهبلية هو نزع الأحشاء أو حركة الأمعاء إلى المهبل. بعض أو كل الكفة المهبلية يمكن إعادة فتحها.
يرتبط خطر مضاعفات الكفة المهبلية بنهج استئصال الرحم: استئصال الرحم الكلي بمساعدة الروبوتات، استئصال الرحم الكلي بالمنظار، استئصال الرحم عن طريق المهبل بمساعدة بالمناظير، استئصال الرحم الكلي في البطن، وإجمالي استئصال الرحم عن طريق المهبل. يمكن الضغط على الكفة المهبلية عن طريق الجماع الجنسي، والإمساك المزمن، والربو، ومرض الانسداد الرئوي المزمن، وغيرها من الإجراءات التي تزيد من الضغط داخل البطن.
هذا الهيكل عرضة للعدوى، ورم دموي وغيرها من مضاعفات ما بعد الجراحة. العوامل التي يعتقد أنها تؤثر على التئام الجروح هي العلاج الإشعاعي، العمر، هبوط الأعضاء في الحوض، استخدام الكورتيكوستيرويدات، الورم الخبيث المتزامن.  على الرغم من ندرة تقدير انتشار تفزر الكفة المهبلية بسبب وجود دراسات حالة فقط وتقارير قصصية.
إذا تم اختراق الكفة المهبلية يمكن أن يحدث نزع الأحشاء المهبلية عن طريق دخول الأمعاء الصغيرة من خلال المهبل.